# Chettipalayam
Chettipalayam é uma vila no distrito de Coimbatore , no estado indiano de Tamil Nadu.

## Demografia
Segundo o censo de 2001,  Chettipalayam  tinha uma população de 19,379 habitantes. Os indivíduos do sexo masculino constituem 52% da população e os do sexo feminino 48%. Chettipalayam tem uma taxa de literacia de 73%, superior à média nacional de 59.5%; with male literacy of 80% and female literacy of 65%. 11% da população está abaixo dos 6 anos de idade.